# فيريرا دي فاريزي
فيريرا دي فاريزيهي بلدية (بلدية) في مقاطعة فاريزي في منطقة لومباردي الإيطالية ، وتقع على بعد حوالي 60 كيلومتر (37 ميل) شمال غرب ميلانو وحوالي 14 كيلومتر (9 ميل) شمال غرب فاريزي .
تقع فيريرا دي فاريزي على حدود البلديات التالية: كاسانو فالكوفيا وكوناردو وغرانتولا وماسكياجو بريمو ورانسيو فالكوفيا.